# ドンウォリー!
『ドンウォリー!』は、1998年4月14日から6月30日まで、関西テレビ制作・フジテレビ系列「火曜22時枠ドラマ」枠で放送されていたテレビドラマ。主演は近藤真彦。
キャッチコピーは「探偵だろ!隠れろよな!!」

## 概要
遊び人の吉岡慎太郎は多額の借金を抱えるが、その借金を全額返済してくれるという女性・旗田真由子が彼の前に現れる。借金を返済する条件として彼女が経営する自転車屋を手伝う事になり、自転車屋の上にある空き部屋を借りる事になるのだが、その場所は元は探偵事務所であった。自分も探偵をやってみようということになり、探偵と自転車屋の2足のわらじをはきながら回りの人間を様々な事件に巻き込んでしまうというコメディドラマ。
1話完結で毎回様々なゲストが出る。
俳優・近藤真彦としてはフジテレビドラマ主演は10年ぶりである。

## 登場人物

### 主要人物
吉岡慎太郎
演 - 近藤真彦
主人公。収入の少ない事、面倒な事は、やりたがらない（金品を騙し取られた依頼人、というだけで捜査を断ったりする）が、相手の気持ちを1番に考え結果解決に結びつけている。若い美女をみるだけでクラクラしてしまうほどに女性に弱い。通称「吉岡さん」「慎ちゃん」「慎太郎」。
菱沼るり
演 - 菊池麻衣子
本作のヒロイン。幼い頃から慎太郎に想いを寄せているが、当の慎太郎はまったく興味なし。昔は太っていたが、慎太郎がいなくなったことにショックを受け泣きじゃくり「いつか慎太郎が帰ってきた時のために」と減量。通称「るりさん」「るり」。
慎太郎の事を「慎ちゃん、ボス」と呼ぶ。
受験ノイローゼになり、るりの事をボコボコにしようとした兄がいる。その後慎太郎にボコボコに殴られ偏差値が大幅に下がり、公務員として真面目に働いている。
加地樹
演 - 中村俊介
慎太郎の住むアパートの向かいの住人、彩子と同じ大学に通う大学生、実家からの仕送りが止まってしまったためバイトに明け暮れる日々であまり大学に通えていない。慎太郎の一番の被害者。通称「加地君」「樹」。
高校時代の友人を交通事故で亡くすといった過去を持つ。
内藤彩子
演 - 遠藤久美子
樹の恋人、大学生。樹と同じ大学に通う、樹とは合コンで知り合った。樹からは「慎太郎には近寄るな」と注意を受けていたが、注意を受けた直後普通に仲良くなっていて慎太郎に手料理まで振舞っていた。通称「彩ちゃん」「彩」。
五十嵐勇
演 - 横山裕
旗田真由子の甥っ子、出演当初は無口でちょっとアブない感じの少年だったが慎太郎の起こす様々なトラブルに巻き込まれていくうちに心を開くようになる。通称「勇」「いさむっち」。
望月正彦
演 - 川端竜太　　
樹、彩子と同じ大学に通う大学生。初登場は第1話で慎太郎の荷物を部屋まで運ぶのを手伝うシーン。
水原千香子
演 - 梅宮万紗子　　
同じ大学に通う大学生。慎太郎の話を聞き「一度会ってみたい」と言ったところ正彦に本気で止められた。
雪ヶ谷ナエ
演 - 西村早苗
笠置智恵子
演 - 千葉早織
旗田真由子
演 - 石井苗子
慎太郎の借金を肩代わりしてくれた会社社長、トレードマークは長いタバコ。やはり慎太郎の起こすトラブルにしょっちゅう巻き込まれ、見ず知らずの女子中学生を自宅に泊めるハメになってしまった。
古屋トシキ
演 - ミッキー・カーチス
スナックのマスターであり、るりの父親。樹を見るたんびに「慎太郎にコイツの爪の垢煎じて飲ませてやれ」と言う。通称「オタンコ」。

### ゲスト
- 第1話：神田うの

しつこいスカウトに追われているところを慎太郎に助けられる。
- 第2話：ユースケ・サンタマリア

金を騙し取られたかわいそうな男。
- 第3話：板東英二

独身の蕎麦屋の店主、池内博之の出演もあり。
- 第4話：藤木直人

彩子の大学の先輩で彩子に相談事をするのだが、自分の父親の経営するラブホテルに入るのを樹に目撃されてしまい誤解される。
- 第5話：大河内奈々子

何でも金で解決しようとする超ワガママ女、両親も全く同じ性格でお金に弱い慎太郎もさすがにブチ切れた。
- 第6話：鶴久政治（元チェッカーズ）

過食症の女性と付き合っているケーキ職人。
- 第7話：宇梶剛士

依頼者である子供の母親の再婚相手だが、実は結婚詐欺師だったという設定。若い頃の近藤真彦の写真が映るシーンあり。
- 第8話：奥貫薫

再婚相手（酒井敏也）との婚約を解消したいという依頼を持ち込んでくる。
- 第9話：橋龍吾

定食屋の女性に恋する一途な男性。
- 第10話：パンチ佐藤

高校の先生役、不登校になった生徒を学校に来させるべく一生懸命な先生役。
- 第11話：原田大二郎

樹の父親、樹に似ず慎太郎にそっくりでかなりいいかげんな性格、実は癌を患う。
- 最終話：武田鉄矢

詐欺師、家族を幸せにするべく組織の金を盗み出し仲間から追われている。

## ドラマ内容
第1話「帰って来た絶好調男に代官山は大騒ぎ!」
慎太郎が街にやってくる。前の住人が探偵事務所をやっていた、という理由だけで探偵事務所を開業。「実際にはるりが勝手にそう思いこんでしまってチラシを配ってしまった」
第2話「美女と痴漢に大災難」
女に金品を騙し取られた男（ユースケ・サンタマリア）が、金を取り返したいという依頼を受ける。その他、痴漢の被害を受けた女性の父親から「娘を救ってくれた男性を探して欲しい」という依頼を受ける。
第3話「家出した美少女」
中学3年生の娘が失踪したと、父親から捜索依頼をされる。肝心の娘は、自分の進路などを勝手に決めてしまう親が嫌になって家出をし、知り合いの男のマンションに数人で暮らしていた。
第4話「恋する美人妻を追え!」
彩の友人が慎太郎の店で注文した自転車が、何者かに盗まれた。慎太郎は浮気調査、彩の友人（藤木直人）の父親が経営するラブホテルで様々な会議をすることになるのだが、彩とその友人が車でラブホテルの駐車場に入場する所を樹に目撃されてしまい誤解されてしまう。
第5話「大金をバラまく女」
「慎太郎がデートクラブのようなところに電話をするところから始まる。そこに「お金さえあればなんでも叶う」と思いこんでいる愛（大河内奈々子）がデート相手として現れる。彼女は樹や慎太郎をすべてお金で動かそうとする。その上、愛の両親が現れ両親までもがお金で解決しようとする態度だったために、さすがの慎太郎もブチ切れる。
第6話「太り過ぎた女」
過食症の女性から「自分の過食症を治してほしい」という依頼を受け、24時間体勢でその女性を見張る事になる。その仕事は、樹が引きうける「押しつけた」ことになり慎太郎は、「恋人が突然いなくなった」というケーキ職人の男性（鶴久政治）から依頼を受ける。
第7話「美人母子と結婚サギ師」
ウソツキで有名な男の子が現れる。その男の子の母親は慎太郎の高校時代の同級生だった。彼女の再婚相手が「結婚詐欺師だ」と子供は訴えるのだが誰にも信じてもらえない。唯一その子のことを疑わなかった勇（横山裕）がその母親の店に向かうと、ちょうどその相手の男性が多額の金を持ち逃げしようとしていた。
第8話「挙式寸前!ドタキャン女」
結婚間近の女性から「相手から別れるように言わせたい」という依頼を受ける。樹と彩は「婚姻届をポストに投函したあとに妊娠してない事がわかって婚姻届をとり返したい」というカップルの依頼を受ける。
第9話「抱かせない女」
交際している彼女が浮気をしているかもしれない、という依頼を受ける。樹と共に、依頼主の男性（橋龍吾）の交際相手の定食屋の女性の彼女の部屋に忍び込み探し回ったところ、その男が今まで着けているのを見たことがないというハデな口紅や衣装などを発見。慎太郎はその女性に対して、少しでも話を聞いてくれるように頼むが断られてしまう。
第10話「囮になった美人女子高生」
学校にはもう行きたくないという女子高生（清水千賀）が現れる。 学校の教師（パンチ佐藤）が彼女を連れ戻そうと事務所にかけこんでくるのだが最初はヤクザだと思われてしまう。そこで教師は「今日中に学校にこないとお前は退学だ」と通告する。すると彼女は「学校辞めて探偵になる」と言い張るのだが、慎太郎の巧みな作戦により探偵をあきらめ学校に行くことを決意する。
第11話「ボク探偵になりたい」
慎太郎がぎっくり腰になってしまう。 探偵志望の高校生・秀人（相葉雅紀）が現れ様々な仕事を代わりにこなしていく。実は、秀人を医師にしようとしていた父親に嫌気がさし家出をしていたのであった。
最終話「最後の依頼人」
探偵事務所に突然入り込んできた男性（武田鉄矢）。阿部と名乗るその男性は、慎太郎が使っている探偵事務所の本当の持ち主は自分だと主張する。「君たちは、私の探偵事務所を違法に占拠しているのだから出ていけ」と言っていたが、やがてそれはウソだということが判明する。

## エピソード
- このドラマは元々江口洋介が主演する予定だった。しかし江口がプライベートのスノーボードで骨折し、急遽降板。代役として、近藤真彦がフジテレビドラマ主演としては18年ぶりに出演することとなった。またそれに伴い相手役の坂井真紀も降板し、代役として菊池麻衣子が出演した。
- オタンコの店でパーティーを開いた際に、当時放送されていた同じ関西テレビ制作の『とんねるずのハンマープライス』で落札された「近藤真彦主演ドラマ「ドンウォリー!」に出演できる権」を獲得した一般女性が出演していた。
- 樹と彩子のベッドでイチャイチャするシーンが多いのは、樹役の中村俊介本人がプロデューサーにリクエストしたため（本放送当時夕方に放送された特番で本人が語っていた）。

## お遊び演出
- 劇中で樹がカラオケボックスで近藤の代表曲「ギンギラギンにさりげなく」を歌っていたところ、慎太郎に「いい曲だね」と褒められた。
- 慎太郎の高校時代の同級生が出たときに、慎太郎の高校時代の写真として若い頃の近藤真彦の写真が使われた。
- 慎太郎が勇に「働け」と怒られた際、慎太郎が「何するんだよ、俺は先輩だぞ」と言っていた（近藤と横山裕が当時ジャニーズ事務所の先輩・後輩であったため）。

## 特番
本放送当時夕方に「ドンウォリー!見どころ紹介」が30分枠で放送された。
司会は第6話ゲストの鶴久政治
近藤真彦は鶴久政治の事を「新人のつるピー」と紹介していた。

## スタッフ
- 企画：山崎一彦、濱星彦
- 脚本：奥寺佐渡子、吉本昌弘、友澤晃、鈴木貴子
- 主題歌：近藤真彦「KING and QUEEN」
- 挿入歌：MASCHERA「[ékou]」
- プロデュース：大平雄司、和田豊彦
- 演出：楠田泰之、中島悟、江口正和
- 制作：関西テレビ、AVEC